# Lijst van voetbalinterlands Guinee-Bissau - Kaapverdië
Deze lijst van voetbalinterlands is een overzicht van alle officiële voetbalwedstrijden tussen de nationale teams van Guinee-Bissau en Kaapverdië. De landen speelden tot op heden tien keer tegen elkaar. De eerste ontmoeting was tijdens een vriendschappelijk toernooi in Conakry (Guinee) op 28 februari 1987. Het laatste duel, eveneens een vriendschappelijke wedstrijd, werd gespeeld op 16 november 2010 in Lissabon (Portugal).

## Wedstrijden
| №  | Plaats     | Datum            | Competitie                   | Wedstrijd                  | Uitslag |
| -- | ---------- | ---------------- | ---------------------------- | -------------------------- | ------- |
| 1  | Conakry    | 28 februari 1987 | Vriendschappelijk            | Kaapverdië − Guinee-Bissau | 0 − 0   |
| 2  | Conakry    | 2 maart 1987     | Vriendschappelijk            | Kaapverdië − Guinee-Bissau | 0 − 0   |
| 3  | Bamako     | 27 mei 1989      | Vriendschappelijk            | Kaapverdië − Guinee-Bissau | 3 − 2   |
| 4  | Dakar      | 22 november 1991 | Vriendschappelijk            | Kaapverdië − Guinee-Bissau | 2 − 1   |
| 5  | Bissau     | 14 juni 1992     | Afrika Cup 1994 kwalificatie | Guinee-Bissau − Kaapverdië | 3 − 1   |
| 6  | Praia      | 28 juni 1992     | Afrika Cup 1994 kwalificatie | Kaapverdië − Guinee-Bissau | 1 − 0   |
| 7  | Bissau     | 5 juli 1992      | Vriendschappelijk            | Guinee-Bissau − Kaapverdië | 1 − 0   |
| 8  | Nouakchott | 27 november 1995 | Vriendschappelijk            | Kaapverdië − Guinee-Bissau | 1 − 0   |
| 9  | Bissau     | 7 december 2007  | Vriendschappelijk            | Guinee-Bissau − Kaapverdië | 1 − 1   |
| 10 | Lissabon   | 16 november 2010 | Vriendschappelijk            | Kaapverdië − Guinee-Bissau | 2 − 1   |

## Samenvatting
| Competitie              | Totaal gespeeld | Winst Guinee-Bissau | Gelijk | Winst Kaapverdië | Doelsaldo Guinee-Bissau – Kaapverdië |
| ----------------------- | --------------- | ------------------- | ------ | ---------------- | ------------------------------------ |
| Afrika Cup-kwalificatie | 2               | 1                   | 0      | 1                | 3 − 2                                |
| Vriendschappelijk       | 8               | 1                   | 3      | 4                | 6 − 9                                |
| Totaal                  | 10              | 2                   | 3      | 5                | 9 − 11                               |

FFGB · 
Guinee-Bissaus vrouwenelftal
Interlands
Tegenstander:
Algerije ·
Angola ·
Benin ·
Botswana ·
Burkina Faso ·
Centraal-Afrikaanse Republiek ·
Congo-Brazzaville ·
Djibouti ·
Egypte ·
Equatoriaal-Guinea ·
Ethiopië ·
Gabon ·
Gambia ·
Ghana ·
Guinee ·
Ivoorkust ·
Kaapverdië ·
Kameroen ·
Kenia ·
Liberia ·
Mali ·
Marokko ·
Mauritanië ·
Mozambique ·
Namibië ·
Nigeria ·
Oeganda ·
Sao Tomé en Principe ·
Senegal ·
Sierra Leone ·
Soedan ·
Swaziland ·
Togo ·
Zambia ·
Zuid-Afrika
FCF · A-internationals · Selecties · Bondscoaches · Kaapverdisch vrouwenelftal · Kaapverdië U21 · Kaapverdië U20 · Kaapverdië U19 · Kaapverdië U18 · Kaapverdië U17
1979 – 1989 · 
1990 – 1999 · 
2000 – 2009 · 
2010 – 2019 ·
2020 − 2029
1979 · 
1980 · 
1981 · 
1982 · 
1983 · 
1984 · 
1985 · 
1986 · 
1987 · 
1988 · 
1989 · 
1990 · 
1991 · 
1992 · 
1993 · 1993 · 
1995 · 
1996 · 
1997 · 
1998 · 
1999 · 
2000 · 
2001 · 
2002 · 
2003 · 
2004 · 
2005 · 
2006 · 
2007 · 
2008 · 
2009 · 
2010 · 
2011 · 
2012 · 
2013 · 
2014 · 
2015 · 
2016 · 
2017 · 
2018 ·
2019 ·
2020 ·
2021 ·
2022 ·
2023 ·
2024
Algerije ·
Andorra ·
Angola ·
Bahrein ·
Botswana ·
Burkina Faso ·
Centraal-Afrikaanse Republiek ·
Comoren ·
Congo-Brazzaville ·
Congo-Kinshasa ·
Ecuador ·
Egypte ·
Equatoriaal-Guinea ·
Ethiopië ·
Gabon ·
Gambia ·
Ghana ·
Guinee ·
Guinee-Bissau ·
Guyana ·
Kameroen ·
Kenia ·
Lesotho ·
Liberia ·
Libië ·
Liechtenstein ·
Luxemburg ·
Madagaskar ·
Mali ·
Malta ·
Marokko ·
Mauritanië ·
Mauritius ·
Mozambique ·
Niger ·
Nigeria ·
Oeganda ·
Portugal ·
Rwanda ·
Sao Tomé en Principe ·
San Marino ·
Senegal ·
Sierra Leone ·
Swaziland ·
Tanzania ·
Togo ·
Tunesië ·
Zambia ·
Zimbabwe ·
Zuid-Afrika